# Manuel Amorós
Manuel Amorós (Nimes, Francia 1 de febrero de 1962) es un exfutbolista y entrenador francés. Jugaba de lateral derecho. Mide 1,72 metros, y fue internacional por Francia en 82 ocasiones.

## Trayectoria profesional
Hijo de padres españoles, Amorós jugó toda su carrera en Francia, en tres clubes distintos: AS Mónaco entre 1980 y 1989, Olympique de Marsella entre 1989 y 1993, donde fue parte del equipo que se consagró campeón de Europa en 1993, y Olympique de Lyon entre 1993 y 1995, regresando al Olympique de Marsella para la temporada 1995-1996, donde terminó su carrera.

## Selección nacional
Disputó 82 partidos con la selección de fútbol de Francia debutando a los 20 años, el 23 de febrero de 1982 frente a Italia. Disputó 2 mundiales, primero en España 82 donde jugó 5 partidos, incluido el mítico partido de semifinales contra Alemania Federal donde anotó en la definición por penales. En México 86, disputó los 7 encuentros y ganó la medalla de bronce, anotando un gol de penal en el partido por el tercer puesto contra Bélgica
En la Eurocopa 1984 disputada en su país, se coronó campeón de Europa, aunque solo jugó 2 partidos el primero con Dinamarca, donde fue expulsado con roja directa a los 87 minutos, su reemplazo posterior Jean-François Domergue lo hizo tan bien y anotando goles, que Amorós solo apareció hasta la final con España, entrando de recambio en el segundo tiempo.
En 2014, después de formar parte del stage del Olympique de Marsella, pasa a formar parte del cuerpo técnico de Marcelo Bielsa en el club marsellés.

## Clubes
| Club                  | País    | Año         | Partidos | Goles |
| --------------------- | ------- | ----------- | -------- | ----- |
| A. S. Mónaco F. C.    | Mónaco  | 1980 - 1989 | 287      | 1     |
| Olympique de Marsella | Francia | 1989 - 1993 | 98       | 2     |
| Olympique de Lyon     | Francia | 1993 - 1995 | 66       | 3     |
| Olympique de Marsella | Francia | 1995 - 1996 | 16       | 0     |

## Palmarés
AS Mónaco
- Ligue 1: 1987-88
- Copa de Francia: 1985

Olympique de Marsella
- Ligue 1: 1989-90, 1990-91, 1991-92
- UEFA Champions League: 1993

Selección Nacional
- Eurocopa: 1984

### Distinciones individuales
| Distinción                                         | Año  |
| -------------------------------------------------- | ---- |
| Mejor jugador joven Copa Mundial de Fútbol de 1982 | 1982 |
| Mejor jugador francés del año                      | 1986 |

| Predecesor: Antonio Cabrini | Premio al mejor jugador joven de la Copa Mundial de la FIFA 1982 | Sucesor: Enzo Scifo |

- Datos: Q361953